# Cammy Myler
Pour les articles homonymes, voir Myler.
Cammy Myler, née le 7 décembre 1968 à Plattsburgh, est une lugeuse américaine. Elle fut porte-drapeau de la délégation américaine aux Jeux olympiques d'hiver de 1994.